# Isaac Atanga
Isaac Atanga (Nkoranza, 14 giugno 2000) è un calciatore ghanese, attaccante del Kalmar.

## Caratteristiche tecniche
È un'ala destra.

## Carriera
Cresciuto nel Right to Dream Academy, nel luglio 2018 è stato acquistato dal Nordsjælland. Impiegato inizialmente con la primavera, ha debuttato in prima squadra il 14 aprile 2019 disputando l'incontro di Superligaen perso 2-1 contro l'Esbjerg.
Il 31 marzo 2023 è passato ufficialmente ai norvegesi dell'Aalesund.

## Statistiche
Statistiche aggiornate al 29 febbraio 2020.

### Presenze e reti nei club
| Stagione        | Squadra         | Campionato      | Campionato | Campionato | Coppe nazionali | Coppe nazionali | Coppe nazionali | Coppe continentali | Coppe continentali | Coppe continentali | Altre coppe | Altre coppe | Altre coppe | Totale | Totale | Totale |
| Stagione        | Squadra         | Comp            | Pres       | Reti       | Comp            | Pres            | Reti            | Comp               | Pres               | Reti               | Comp        | Pres        | Reti        | Pres   | Reti   |        |
| --------------- | --------------- | --------------- | ---------- | ---------- | --------------- | --------------- | --------------- | ------------------ | ------------------ | ------------------ | ----------- | ----------- | ----------- | ------ | ------ | ------ |
| 2018-2019       | Nordsjælland    | SL              | 2          | 0          | CD              | 0               | 0               |                    | -                  | -                  |             | -           | -           | 2      | 0      |        |
| 2019-2020       | Nordsjælland    | SL              | 23         | 6          | CD              | 1               | 0               |                    | -                  | -                  |             | -           | -           | 24     | 6      |        |
| Totale carriera | Totale carriera | Totale carriera | 25         | 6          |                 | 1               | 0               |                    | -                  | -                  |             | -           | -           | 26     | 6      |        |